# LEAF Project
LEAF Project (Linux Embedded Appliance Framework) es un conjunto de distribuciones de Linux, un marco de trabajo y un esfuerzo conjunto entre desarrolladores que comenzó como una bifurcación de Linux Router Project (LRP) (o "Linux en un floppy"). La mayoría de los usuarios de estas distribuciones están interesados principalmente en las funciones de enrutador y cortafuegos, particularmente en combinación con la conveniencia de las principales características de las distribuciones generales de Linux, como shells, filtrado de paquetes, servidores SSH, servicios DNS, servidores de archivos, webmin y similares. LEAF es una opción común cuando los enrutadores NAT comerciales no son lo suficientemente flexibles o seguros, o no se ajustan de manera poco atractiva a la filosofía de código abierto.[cita requerida]

## Características
LEAF es capaz de ejecutar un potente firewall NAT con varios servicios auxiliares en hardware informático que generalmente se considera obsoleto, como equipos basados en 486 sin disco duro. 
LEAF está diseñado para funcionar bien con medios de almacenamiento de solo lectura, como unidades de disquete o discos ópticos protegidos contra escritura. Los tamaños de distribución varían desde un solo disquete hasta varios cientos de megabytes. 
Las distribuciones LEAF generalmente incluyen software diseñado para ser económico en tamaño ejecutable, como uClibc, BusyBox, Dropbear y Shorewall. 
Los orígenes de LEAF se encuentran en Debian Sarge, aunque muchos procesos de arranque y mecanismos de control de demonios se han modificado considerablemente. 

## Distribuciones

### Linux Router Project
Linux Router Project (LRP) es una distribución Linux discontinuada especializada en servicios de red. Las versiones lanzadas de LRP eran lo suficientemente pequeñas como para caber en un solo disquete de 1,44 MB, e hicieron que la construcción y el mantenimiento de enrutadores, servidores de acceso, servidores ligeros, clientes ligeros, dispositivos de red y sistemas integrados típicamente fueran algo trivial.
Fue concebida y desarrollada principalmente por Dave Cinege desde 1997 hasta 2002. Originalmente comenzó como "Linux en un disquete" y evolucionó hasta convertirse en un sistema operativo de red de propósito general optimizado. Como LRP es la distribución de Linux embebida más antigua, formó (total o parcialmente) la base de muchas otras distribuciones de sistemas embebidos y productos comerciales que le siguieron. Varias partes desarrolladas o mejoradas específicamente para LRP todavía se encuentran en uso común hoy en día, como POSIXness y BusyBox.
Dave Cinege trabajó en una reescritura de la versión 4.0 de LRP desde finales de 2000 hasta enero de 2001. Luego comenzó a probar algunas ideas que tenía con el código de prueba de concepto, que según él era una desviación radical del statu quo. Para su sorpresa, esta nueva dirección parecía ideal, lo que lo llevó a abandonar todo el trabajo realizado en LRP 4.0 y comenzar desde cero en un nuevo sistema operativo llamado LRP 5.0.
El desarrollo de LRP 5.0 se encaminaba hacia una reescritura y reimplementación completas del espacio de usuario de Linux con un nuevo diseño estándar fuera de la especificación POSIX. El propósito declarado de esto era proporcionar un sistema operativo base estándar moderno adecuado para cualquier aplicación, incluidos sistemas integrados, dispositivos, servidores y computadoras de escritorio.
Sin embargo, Cinege dejó de trabajar varios meses después por motivos económicos. Se negó a publicar más trabajos, o incluso el nombre de este sistema operativo, debido a la animosidad hacia la industria de la computación y lo que percibió como el saqueo del trabajo de autores de código abierto por parte de grandes corporaciones.
El 6 de mayo de 2003 Cinege actualizó el sitio web de LRP para reflejar que el proyecto estaba siendo abandonado.

### Alpine Linux
Alpine Linux es una distribución de propósito especializado en servicios de red, y es comúnmente usada en contenedores. Siendo este originalmente una bifurcación de LEAF para propósitos de espacio reducido (como en un disquete), los desarrolladores terminaron desarrollando una distribución de propósito general, aunque especializada en servicios de red.